# Alpos
Alpos (altgriechisch Ἄλπος Álpos) ist in der griechischen Mythologie ein furchterregender Riese, der am Peloriasgebirge hauste, dem nordöstlichen Kap von Sizilien.
Er war ein Sohn der Gaia, hatte ähnlich wie die Medusa Vipern als Haare und war so riesig, dass er Sonne und Mond berühren konnte. Alpos versuchte, den durch sein Bergrevier streifenden Dionysos zu überwältigen, indem er Felsblöcke und Baumstämme auf ihn schleuderte, wurde aber von dem Thyrsos des Dionysos durchbohrt.
Da es außer den Dionysiaka des Nonnos von Panopolis keine Quellen gibt, lässt sich nicht sagen, ob Nonnos hier einen lokalen Mythos wiedergibt oder ob der Riese seiner Erfindung entsprang.